# Takanori Nagase
Pour les articles homonymes, voir Nagase.
Takanori Nagase (永瀬 貴規, Nagase Takanori) est un judoka japonais né le 14 octobre 1993 à Nagasaki. Concourrant en -81 kg, mi-moyens, il devient champion du monde en 2015. Il remporte une médaille de bronze de sa catégorie des moins de 81 kg aux Jeux olympiques 2016 à Rio de Janeiro et cinq ans plus tard devient champion olympique dans son pays. Il devient pour la seconde fois champion olympique aux Jeux olympiques 2024 à Paris.

## Biographie
En fin d'année 2013, Takanori Nagase remporte la Coupe Jigoro Kano, le Grand Slam de Tokyo. Quelques mois plus tard, il termine troisième du Tournoi de Paris avant de remporter début avril le titre de champion du Japon de sa catégorie. À la fin du mois, il remporte la médaille de bronze lors des championnats du Japon toutes catégories, remportés par Takeshi Ojitani. Pour sa première participation à des championnats du monde, lors de l'édition de 2014 à Tcheliabinsk, il est battu dans le combat pour la médaille de bronze face au Français Loïc Pietri. Il participe à la compétition par équipes où le Japon remporte le titre mondial.
Lors des mondiaux 2015 d'Astana, il remporte le premier titre mondial obtenu par un Japonais dans la catégorie des moins de 81 kg en battant en finale Loïc Pietri. Il remporte un nouveau titre par équipes, le Japon s'imposant trois à deux face à la Corée du Sud.
Sélectionné pour Jeux olympiques de 2016 à Rio de Janeiro, est battu lors du tournoi moins de 81 kg par Sergiu Toma en quart de finale. Il remporte ensuite la médaille de bronze à l'issue des repêchages. En fin d'année, il remporte pour la troisième fois de sa carrière le Grand Slam de Tokyo.
Takanori Nagase obtient sa sélection pour les mondiaux de Budapest en remportant en avril 2017 son quatrième titre de champion du Japon à Fukuoka. Lors des mondiaux, il est éliminé dès les huitièmes de finale,. Il remporte le titre mondial lors de la compétition mixte par équipes, l'équipe japonaise s'imposant en finale face au Brésil.

## Palmarès

### Compétitions internationales
| Année | Compétition                         | Lieu           | Résultat | Catégorie      |
| ----- | ----------------------------------- | -------------- | -------- | -------------- |
| 2012  | Championnats d'Asie moins de 20 ans | Taipei         | 1er      | moins de 81 kg |
| 2015  | Championnats du monde               | Astana         | 1er      | moins de 81 kg |
| 2016  | Jeux olympiques                     | Rio de Janeiro | 3e       | moins de 81 kg |
| 2021  | Jeux olympiques                     | Tokyo          | 1er      | moins de 81 kg |
| 2022  | Championnats du monde               | Tachkent       | 3e       | moins de 81 kg |
| 2023  | Championnats du monde               | Doha           | 3e       | moins de 81 kg |
| 2024  | Jeux olympiques                     | Paris          | 1er      | moins de 81 kg |

Outre ses médailles individuelles, il remporte des médailles dans des compétitions par équipes
| Année | Compétition                   | Lieu         | Résultat |
| ----- | ----------------------------- | ------------ | -------- |
| 2014  | Championnats du monde         | Tcheliabinsk | 1er      |
| 2015  | Championnats du monde         | Astana       | 1er      |
| 2017  | Championnats du monde (mixte) | Budapest     | 1er      |
| 2021  | Jeux olympiques (mixte)       | Tokyo        | 2e       |
| 2024  | Jeux olympiques               | Paris        | 2e       |

### Tournois Grand Chelem, Grand Prix et Masters
| Année | Compétition     | Lieu          | Résultat | Catégorie      |
| ----- | --------------- | ------------- | -------- | -------------- |
| 2013  | Grand Chelem    | Tokyo         | 1er      | moins de 81 kg |
| 2014  | Grand Chelem    | Paris         | 3e       | moins de 81 kg |
| 2014  | Grand Chelem    | Tokyo         | 1er      | moins de 81 kg |
| 2015  | Masters mondial | Rabat         | 1er      | moins de 81 kg |
| 2015  | Grand Chelem    | Tokyo         | 3e       | moins de 81 kg |
| 2016  | Grand Prix      | Bakou         | 1er      | moins de 81 kg |
| 2016  | Grand Chelem    | Tokyo         | 1er      | moins de 81 kg |
| 2018  | Grand Chelem    | Osaka         | 3e       | moins de 81 kg |
| 2019  | Grand Chelem    | Ekaterinbourg | 2e       | moins de 81 kg |
| 2019  | Grand Prix      | Montréal      | 1er      | moins de 81 kg |
| 2019  | Grand Prix      | Zagreb        | 1er      | moins de 81 kg |
| 2019  | Grand Chelem    | Brasília      | 1er      | moins de 81 kg |
| 2019  | Grand Chelem    | Osaka         | 1er      | moins de 81 kg |
| 2021  | Grand Chelem    | Tachkent      | 3e       | moins de 81 kg |
| 2022  | Grand Chelem    | Oulan-Bator   | 3e       | moins de 81 kg |
| 2022  | Grand Chelem    | Tokyo         | 2e       | moins de 81 kg |
| 2023  | Masters mondial | Budapest      | 3e       | moins de 81 kg |
| 2024  | Grand Chelem    | Tachkent      | 3e       | moins de 81 kg |
| 2024  | Grand Chelem    | Antalya       | 1er      | moins de 81 kg |